# Leda Zanda
Leda Zanda es una actriz de cine y televisión argentina, país donde realizó su carrera profesional. Estuvo casada con el actor Fausto Aragón. Actriz de reparto de rostro inconfundible, tras su debut en Los secretos del buzón (1948) trabajó en muchas películas. También lo hizo con frecuencia en televisión, recordándose su participación en 1953 en el programa Cinco voces de mujer junto a Nelly Daren, Leda Urbi, Tina Helba y Pepita Meliá, con libretos de Elsa Martínez. En 1970 participó en el teleteatro unitario Esta noche... miedo en el cual con adaptaciones de Alberto Migré -con el seudónimo de Jorge Sayé- representaban historias de suspenso, entre otros actores, Thelma Biral, Fernando Siro, Luis Brandoni y Rosa Rosen.

## Filmografía
Actriz
- La pandilla inolvidable (1972)
- Blum (1970) …Isabel
- Escándalo en la familia (1967)
- La cigarra no es un bicho (1963) …Nurse
- Pesadilla (1963) …Enfermera
- Las modelos (1963)
- Dr. Cándido Pérez, Sras. (1962)
- Quinto año nacional (1961)
- La madrastra (1960)
- Fin de fiesta (1959)
- Sinfonía de juventud (1955)
- La calle del pecado (1954)
- El vampiro negro (1953)… Alejandra
- La mujer de las camelias (1953)
- Trompada 45 (1953)
- El complejo de Felipe (1951)
- El ladrón canta boleros (1950)
- Filomena Marturano (1950)
- Captura recomendada (1950) …Testigo
- La cuna vacía (1949)
- Los secretos del buzón (1948)

## Televisión
- Esta noche... miedo  (serie) (1970)
- Aún nos queda la lluvia. (Teleteatro - canal 13 ). (1964) (Novela Odol de la tarde).
- Cinco voces de mujer (serie) (1953)

## Teatro
- 1951: Rigoberto, junto a la Compañía Argentina de Comedias Cómicas encabezada por Enrique Serrano, junto a Rafael Frontaura, Aída Olivier, Tono Andreu, Norma Giménez y Pepita Meliá.